# Leucon bishopi
Leucon bishopi är en kräftdjursart som beskrevs av Mihai Bacescu 1988. Leucon bishopi ingår i släktet Leucon och familjen Leuconidae. Inga underarter finns listade i Catalogue of Life.